# The Memory Remains
The Memory Remains (engl. für: „die Erinnerung bleibt“) ist ein Lied der US-amerikanischen Metal-Band Metallica. Der Song ist die erste Singleauskopplung ihres siebten Studioalbums ReLoad und wurde am 10. November 1997 veröffentlicht. Auf dem Stück ist die britische Sängerin Marianne Faithfull als Gastmusikerin zu hören.

## Inhalt
Das Lied handelt von einer Berühmtheit, die nicht wahrhaben will, dass ihre erfolgreiche Karriere zu Ende ist. Sie wird bei dem Gedanken daran fast wahnsinnig und hält sich an den Erinnerungen fest, die für immer bleiben, während Glück und Ruhm verblassen.
James Hetfield sang den Song ursprünglich komplett selbst, wurde aber von Bob Rock auf Marianne Faithfull aufmerksam gemacht, deren „rauchige und verwitterte Stimme“ perfekt zum Song passte. Ihre Worte im Outro „Say yes, at least say hello“ spielen auf den letzten Film mit Marilyn Monroe Misfits – Nicht gesellschaftsfähig an.

## Produktion
James Hetfield und Lars Ulrich, die beide für den Text verantwortlich zeichnen, produzierten das Lied zusammen mit dem kanadischen Musikproduzent Bob Rock.

## Musikvideo
Bei dem zu The Memory Remains gedrehten Musikvideo führte Paul Andersen Regie. Es verfolgt ein surreales Konzept der Antigravitation und zeigt die Band, die auf einer großen, schwingenden Plattform spielt, welche sich scheinbar teilweise kopfüber dreht. Der optische Effekt wird dabei durch den Einsatz einer sogenannten „Hexenschaukel“, auch unter Mad House bekannt, erzeugt, bei der sich ein kompletter Raum in Längsachse um die Plattform mit den Musikern drehen lässt. Hierdurch wird der Eindruck erzeugt, dass die Band in allen Lagen ihr Stück spielt und die Musiker dabei der Schwerkraft trotzen können.
Marianne Faithfull singt derweil in einem dunklen Gang und dreht dabei die Kurbel einer Drehorgel, mit der sie die schwingende Plattform zu steuern scheint.

## Single

### Versionen
US-Single
1. The Memory Remains – 4:39
2. For Whom the Bell Tolls (Havent’ Heard It Yet Mix) – 4:39

International Single Part 1
1. The Memory Remains – 4:39
2. Fuel for Fire (work in progress with different lyrics) – 4:41
3. Memory (demo) – 6:41

International Single Part 2
1. The Memory Remains – 4:39
2. King Nothing (Tepid Mix) – 5:07
3. The Outlaw Torn (Unencumbered by Manufacturing Restrictions Version) – 10:48

EP (Japan)
1. The Memory Remains – 4:39
2. Fuel for Fire (work in progress with different lyrics) – 4:41
3. King Nothing (Tepid Mix) – 5:07
4. For Whom the Bell Tolls (Havent’ Heard It Yet Mix) – 4:39
5. Memory (demo) – 6:41
6. The Outlaw Torn (Unencumbered by Manufacturing Restrictions Version) – 10:48

### Chartplatzierungen und Auszeichnungen
The Memory Remains stieg am 17. November 1997 auf Platz 20 in die deutschen Singlecharts ein und hielt sich neun Wochen in den Top 100. In den Vereinigten Staaten belegte der Song Rang 28 und konnte sich 19 Wochen in den Charts halten. Besonders erfolgreich war die Single in Finnland, wo sie die Chartspitze erreichte.
Das Lied wurde 2025 für mehr als 500.000 Verkäufe in den Vereinigten Staaten mit einer Goldenen Schallplatte ausgezeichnet.
| Land/Region               | Auszeichnungen für Musikverkäufe (Land/Region, Auszeichnung, Verkäufe) | Verkäufe |
| ------------------------- | ---------------------------------------------------------------------- | -------- |
| Australien (ARIA)         | Platin                                                                 | 70.000   |
| Vereinigte Staaten (RIAA) | Gold                                                                   | 500.000  |
| Insgesamt                 | 1× Gold · 1× Platin ·                                                  | 570.000  |

Hauptartikel: Metallica/Auszeichnungen für Musikverkäufe